# Zink
 For alternative betydninger, se Zink (flertydig). (Se også artikler, som begynder med Zink)
Zink (af ældre tysk zinke; "spids", efter faconen på krystallerne i udsmeltet zink) er det 30. grundstof i det periodiske system og har det kemiske symbol Zn: Under normale temperatur- og trykforhold optræder dette overgangsmetal som et svagt blåligt metal.

## Egenskaber

### Kemiske egenskaber
Zink er forholdsvis reaktivt: Det angribes af fugtig atmosfærisk luft og kan brænde med en intens grønlig flamme, som afgiver en "røg" af zinkoxid. Hvis røgen indåndes, kan man få en kortvarig, ubehagelig forgiftning kendt som støbefeber. Zink reagerer med såvel baser som syrer, også fortyndede syrer hvis metallet ikke er helt rent, samt med ikke-metaller. I kemiske forbindelser optræder zink altid med oxidationstrin +2.

### Fysiske egenskaber
Ved temperaturer mellem 100 og 210 °C er zink duktilt nok til, at man kan hamre det i den facon, man ønsker, men over 210 grader bliver det skørt og knuses, hvis man forsøger at hamre på det.

## Tekniske anvendelser
Zink indtager fjerdepladsen på en liste over de metaller, der fremstilles mest af, kun overgået af jern, aluminium og kobber: Det bruges til mønter, i elektriske batterier, til visse orgelpiber i nyere orgler samt til galvanisering, varmforzinkning og andre former for overfladebehandling af stål. Der er zink i de fleste multivitaminpiller, og talrige legeringer indeholder zink, f.eks. messing og nysølv.
Zinkoxid bruges som hvidt farvestof til maling og vandfarver og indgår i et antal håndkøbsmidler mod udtørret hud, solskoldning og udslæt. Zinkklorid bruges i deodoranter og som konserveringsmiddel til træ, og zinksulfid indgår i ikke-radioaktiv selvlysende maling.
Zink benyttes i opdræt af svin til afvænning af smågrisene.

### Lodning af zink
Den mest almindelige samlingsmetode for runde rør udført i zink er blødlodning. Der anvendes loddekolber af kobber, som må være helt rene og have den rigtige form for at kunne udføre gode lodninger. Overhedede loddekolber tæres kraftigt, og såvel fortinningen på kolbens pen som loddetinnet på selve loddestedet oxideres, bl.a. af den grund bliver lodningen på zinkpladen grynet, endvidere vil en overhedet loddekolbe let kunne brænde hul i zinkpladen.

### I byggeri
Zink bruges blikkenslagere  i byggeriet som materiale til bl.a.  tagrender, taginddækninger, skotrender og nedløb.
Ved tag- og facadebeklædning anvendes normalt falsede samlinger: stående dobbeltfals og enkelte eller dobbelt tværfals. Omkring vinduer bruges der runde hjørnefalse. Disse samlingsmetoder som alle er regntætte og ikke vandtætte ved overholdelse af normer for monteringen. Alle false må bruges ned til en vis hældnings grad og derefter skal der bruges false olie eller falsebånd. 

## Forekomst og udvinding
Zink indtager 23.-pladsen på en liste over de mest udbredte grundstoffer på Jorden og findes i form af en række mineraler, blandt andet sphalerit, smithsonit, hemimorphit og franklinit. I kommerciel sammenhæng udvindes det meste zink af sphalerit, der som "sidegevinst" også indeholder omkring 10 % jern. Zinkminer findes i alle egne af verden, men de største producenter er Australien, Canada, Kina, Peru og USA.
Udvindingen af det rene metalliske zink sker ved først at opkoncentrere zinksulfidet i sphalerit ved flotation og derefter resite det, så zinksulfidet omdannes til zinkoxid. Dette oxid behandles ad flere omgange i gradvist stærkere koncentreret svovlsyre, hvorved jern og diverse urenheder udskilles. Til sidst udvindes det rene metal af opløsningen ad elektrolytisk vej; zinket opsamles på katoden, som derefter kan bruges direkte til støbning eller legeres med aluminium.

## Zink i biologien
Zink er et livsnødvendigt mineral for alle levende organismer: Af de hundrede tusinder forskellige slags proteiner, der findes i menneskets krop, indgår zink i cirka 3000 af dem, og man har identificeret over en halv snes celletyper i menneskekroppen, som udskiller zink, blandt andet i forhjernen, spytkirtlerne samt celler, der bidrager til vores immunforsvar. Zink fungerer også som aktivator for visse enzymer, der spiller en rolle for transporten af kuldioxid i blodet hos hvirveldyr, og i dannelsen af blade hos planter.
Undersøgelser tyder på, at et højt zinkindhold i den daglige kost gør én mindre modtagelig for influenza, og zink sammen med antioxidanter forsinker muligvis aldersrelateret makulardegeneration en smule.

### Zink i maden
Zink findes især i østers, men også i de fleste animalske proteiner, bønner, nødder, korn og visse frø. Phytinsyre, som findes i blandt andet fuldkornsbrød og morgenmadsprodukter (samt de ovenfor nævnte fødevarer: bønner, nødder, korn og frø), hæmmer/forhindrer optagelsen af zink.

### Mangelsymptomer
Mangel på zink viser sig blandt andet som hårtab, sår, diarré og på længere sigt død. Syn, smag og hørelse afhænger også af zink og påvirkes af mangel. Hjernens udvikling i fostre og i børn hæmmes af mangel på zink.

### Symptomer på for meget zink
Selv om zink er livsvigtigt, kan man på den anden side også få for meget af det — især er frie zinkioner ekstremt giftige for planter, hvirvelløse dyr og fisk. I USA, hvor man siden 1982 har præget 1-cent-mønter af zink, er det ikke ualmindeligt at se hunde dø af zinkforgiftning efter at have slugt sådan en mønt. For stort indtag af zink kan hæmme optagelsen af andre mineraler i maden.

## Historie
Metallisk zink er blevet fremstillet og anvendt i Indien så tidligt som 1300 år f.Kr.: Charaka Samhita fra 300 f.Kr. omtaler medicinske anvendelser af zink, og i Rasa Ratna Samuccaya fra omkring år 800 berettes om to forskellige zinkholdige mineraler, hvoraf ét er ideelt til udvinding af metal, og det andet kan bruges til medicinske formål. Legeringer med zink og andre metaller har været kendt lige så længe; i Israel har man fundet messinggenstande, der er dateret til mellem 1000 og 1400 år f.Kr., og i Transsylvanien har man ligeledes fundet forhistoriske messinggenstande med et zinkindhold på op til 87 %.
Omkring år 30 f.Kr. fremstillede romerne messing ved at opvarme det zinkholdige mineral kalamin sammen med kobber: Zinkoxidet i kalaminen blev derved reduceret til metallisk zink, som blev fikseret i en legering sammen med kobberet og dannede messing, som kunne støbes eller hamres til den ønskede facon.
I den vestlige verden har man ligeledes kendt til zink i mange århundreder som et biprodukt ved udsmeltning af andre metaller. Her blev det dog betragtet som værdiløst og blot kasseret. Strabon omtaler det som pseudo-argos; "falsk sølv". Den engelske metallurg Libavius modtog i 1597 en sending af det første, rene zinkmetal, man havde set i den vestlige verden. Han omtalte det som "indisk bly" eller "Malabar-bly" — det moderne navn "zink" blev foreslået i 1516 af Philippus Paracelsus. Men Postlewayt's Universal Directory, der betragtes som en af de mest solide kilder til oplysninger om teknologiske landvindinger i Europa, omtaler ikke zink før 1751.
I 1738 tog William Champion patent på en proces til at udvinde rent zink af kalamin efter et besøg ved Zawar-zinkminen i Rajasthan. Hans første ansøgning blev afslået som et plagiat af en metode, der allerede var kendt og udbredt i Indien, men efter hans anden ansøgning blev patentet bevilget.
Æren for opdagelsen af rent, metallisk zink tilskrives undertiden tyskeren Andreas Marggraf i 1746, men denne historie er omdiskuteret.

## Isotoper af zink
Naturligt forekommende zink består af fem stabile isotoper; 64Zn, 66Zn, 67Zn, 68Zn og 70Zn, hvoraf 64Zn er den mest udbredte med 48,6%. Dertil kender man 21 radioaktive zinkisotoper, hvoraf 65Zn både er den mest udbredte og den mest stabile med en halveringstid på 244,26 dage. De øvrige zinkisotoper har halveringstider fra knap 2 dage og nedefter.
Isotopen 64Zn kan bruges til at "salte" atomvåben (på samme måde, som kobolt anvendes i en koboltbombe), så nedfaldet fra bombens eksplosion bliver ekstremt radioaktivt i flere dage efter sprængningen. En sådan bombe er så vidt vides aldrig blevet bygget eller afprøvet.